# Burg Pušperk
Die Ruine der Burg Pušperk (deutsch Burg Puschberg, ursprünglich Burg Fuchsberg) befindet sich im Ortsteil Pušperk der Gemeinde Poleň im Okres Klatovy in Tschechien.

## Geographie
Die Reste der Höhenburg liegen westlich über dem Dorf Pušperk auf dem bewaldeten Hügel Na Pušperské skále (582 m.n.m.) in der Chudenická vrchovina (Chudenitzer Bergland).

## Geschichte
Die Burg Fuchsberg wurde um 1260 durch den Burggrafen von Poděhusy, Jarosch den Großen von Sliwno (Jaroš ze Slivna) zum Schutz des neuen Handelsweges von Horažďovice über Klatovy, Poleň und Horšovský Týn nach Baiern errichtet. Jarosch erhielt das zuvor zum Herrschaftsbereich der Herren von Drslavice gehörige Gebiet vermutlich von König Ottokar II. Přemysl für seine Verdienste in der siegreichen Schlacht bei Kressenbrunn. Der ursprüngliche Name der Burg leitete sich von Jaroschs Wappen her, in dem er einen Fuchs führte; er wurde jedoch binnen kurzer Zeit tschechisiert.
Bereits 1264 verwendete der Burgherr parallel zum Prädikat von Wuchsberg auch von Puschperk. Jaroschs Witwe Katharina verkaufte den Besitz nach 1298 an das Geschlecht der Hroznata. Ab 1339 ist Bušek Hroznata von Pušperk als Besitzer nachweislich, ihm folgte ab 1355 Racek Hroznata von Pušperk. In den 1370er Jahren erwarb der königliche Jäger der Dobříšer Wälder, Ctibor Tlam die Herrschaft Pušperk mit dem Städtchen Poleň, die er noch um das Gut Únějovice erweiterte. Ctibors Sohn Jan Tlam errichtete in Únějovice eine Feste, die Burg Pušperk konnte er jedoch nicht halten. Im Jahre 1388 machte Sobieslaw von Rudoltitz der Kirche in Poleň eine Schenkung. König Wenzel IV. überließ die Burg Pušperk 1390 an Renvald von Ústupenice. Dieser bewirtschaftete den Besitz wenig einträglich und musste diesen schließlich an seinen Hauptgläubiger, den Prager Juden Jonas abtreten. Nach dessen Tod fiel die Herrschaft Pušperk durch Heimfall an die Krone Böhmen; König Wenzel IV. verkaufte sie um 1400 an die Brüder Renvald und Bohunek von Ústupenice. Ab 1404 war Renvald von Ústupenice alleiniger Besitzer der Herrschaft. Ihm folgte sein Bruder Svoješ von Ústupenice, der 1420 in der Schlacht bei Vyšehrad gegen die Hussiten fiel. Danach fiel die Herrschaft an Hynek von Ústupenice. Die Stadt Klatovy, die seit 1419 zu einem Zentrum der Taboriten geworden war, besetzte die dem Katholiken Hynek von Ústupenice gehörende Herrschaft und ließ die Burg zerstören. 1434 erhielt Hynek von Ústupenice die Herrschaft zurück, die Burg ließ er jedoch nicht wieder aufbauen. Nach 1439 erbte seine Witwe Ofka die Puschberger Güter, sie verkaufte sie später mit der wüsten Burg Puschberg an ihren dritten Ehemann Dietrich von Čiremperk auf Czernikau. Nachdem im Jahre 1457 nachträglich der mit dem Tode von Hynek von Ústupenice eingetretene Heimfall festgestellt worden war, fiel die Herrschaft Puschberg aus dem Besitz des Ernst von Hirschstein wieder der böhmischen Krone zu. König Ladislaus Jagiello schenkte Puschberg noch im selben Jahre Johann Zajíc von Hasenburg. Dieser verkaufte 1462 die Herrschaft hälftig an Jiřík von Říčany und Dietrich von Čiremperk. Letzterer veräußerte seinen Anteil vor 1473 an den Katholiken Boženko (Břeněk) von Ronsperg, der die Burg Puschberg zum Ausgangspunkt von Raubzügen, insbesondere gegen die utraquistische Stadt Klatovy machte. Zur Wiederherstellung des Landfriedens wurde die Burg 1473 mit Bewilligung des Beneschauer Landtages von einem Klattauer Heer eingenommen und erneut zerstört. Zum Ende des 15. Jahrhunderts erwarben die Herren Švihovský von Riesenberg das Gut Puschberg mit der wüsten Burg und schlugen es ihrer Herrschaft Švihov zu.
Nach der Abtrennung des Gutes Puschberg von der Herrschaft Švihov und dem Verkauf an Albrecht Nebilovsky von Drahobuz blieb die Burg wüst; Albrecht Nebilovsky ließ nach 1550 als neuen Herrschaftssitz in Poleň eine Feste errichten.
In der Burgruine wurde zum Ende des 16. Jahrhunderts eine dem hl. Wenzel geweihte Kapelle errichtet; sie wurde im Zuge der Josephinischen Reformen zum Ende des 18. Jahrhunderts aufgehoben und fiel später zusammen.
Nach örtlichen Legenden soll ein unterirdischer Gang von der Burg Pušperk zur Burg Ruchomperk geführt haben.

## Beschreibung
Von der Burg sind lediglich ein Torso des Burgtores und Reste der angrenzenden Mauer erhalten.